# باتشيل (مقاطعة فارياب)
باتشيل (بالفارسية: پاچیل) هي قرية تقع في البلدة المركزية في إيران. يقدر عدد سكانها بـ 0 نسمة بحسب إحصاء 2016.